# Konfrontation
 (janvier 2024).
Pour plus de détails, voir Fiche technique et Distribution.
Konfrontation est un film dramatique et historique suisse réalisé par Rolf Lyssy et sorti en 1974.
L'histoire, étayée par des faits historiques, a pour thème l'assassinat en 1936 de Wilhelm Gustloff (interprété par Gert Haucke), chef de la section nationale allemande du parti national-socialiste en Suisse, par David Frankfurter (interprété par Peter Bollag), un juif exilé en Suisse.

## Synopsis
David Frankfurter est un juif yougoslave qui a émigré en République de Weimar au début des années 1930. Lorsque, après le 30 janvier 1933, la population juive est soumise à de nombreux harcèlements de la part du régime d'Adolf Hitler, Frankfurter décide de quitter le pays la même année et s'installe en Suisse. Il y poursuit ses études universitaires commencées en Allemagne, tout en continuant à observer les développements politiques dans le Troisième Reich. Un jour, face à la propagation de l'idéologie nazie dans la Confédération, Frankfurter en arrive à la conclusion qu'il faut faire un geste contre la barbarie antisémite sui generis. Sa cible sera le représentant étranger du NSDAP en Suisse, Wilhelm Gustloff.
Frankfurter s'achète une arme à feu et se rend à Davos. Le 4 février 1936, il se rend à l'appartement du directeur du groupe national et l'abat. Cet acte fait grand bruit en Allemagne et à l'étranger. Alors qu'en Suisse, l'opinion est fortement divisée — les uns rejettent catégoriquement tout acte sanglant et craignent des sanctions de la part de la dictature hitlérienne, les autres font preuve d'une compréhension tacite pour l'assassinat politique motivé par des raisons éthiques — la justice helvétique prépare minutieusement le procès de l'auteur de l'attentat. L'objectif est de mener un procès équitable et conforme aux principes de l'État de droit. Toute provocation envers le puissant voisin du nord doit être évitée. Pendant le procès, Frankfurter, fils du grand rabbin Moritz Frankfurter, coopère avec la justice et dévoile toutes ses motivations : Il aurait voulu lancer un fanal contre l'intensification de la persécution des Juifs en Allemagne et en Suisse.
L'Allemagne envoie un représentant juridique qui agit officiellement au nom de la veuve de Gustloff, mais qui doit en premier lieu représenter la ligne officielle de l'État nazi. Pendant ce temps, en Allemagne, le NSDAP élève Gustloff au rang de martyr du mouvement, comme il l'avait fait auparavant avec le hooligan nazi Horst Wessel, et donne son nom à un paquebot du Kraft durch Freude (KdF). Dans la conduite de son procès, le tribunal se révèle immunisé contre toutes les contestations intérieures et extérieures et reste fidèle au principe de droit et de justice qu'il s'est imposé. Frankfurter est condamné à 18 ans de prison, suivis d'une expulsion du territoire suisse. Peu après la capitulation du Troisième Reich, David Frankfurter est libéré le 1er juin 1945 et quitte la Suisse pour la Palestine mandataire sous occupation britannique.

## Fiche technique
- Titre original : Konfrontation[1] ou Konfrontation - Das Attentat von Davos[2]
- Réalisateur : Rolf Lyssy
- Scénario : Rolf Lyssy, Georg Janett (de)
- Photographie : Fritz E. Maeder (de)
- Montage : Georg Janett
- Musique : Arthur Paul Huber
- Production : Rolf Lyssy
- Sociétés de production : Europa-Film S.A., H.R. Willner AG
- Pays de production :  Suisse
- Langue originale : allemand, suisse allemand
- Format : couleurs - 2,35:1 - Son Dolby Digital - 35 mm
- Durée : 114 minutes
- Genre : drame historique
- Dates de sortie :
  - Suisse : 1974
  - France : mai 1975 (Festival de Cannes 1975)

## Distribution
- Peter Bollag (de) : David Frankfurter
- Gert Haucke : Wilhelm Gustloff
- Marianne Kehlau (de) : Mme Gustloff, son épouse
- Günter Strack : son représentant juridique nazi
- Hilde Ziegler : Doris Steiger
- Wolfram Berger : Zvonko
- Michael Rittermann : le rabbin Moritz Frankfurter, le père de David
- Alfred Schlageter : Rabbin Salomon
- Max Knapp : Président du tribunal
- Peter Arens (de) : Procureur général
- Paul Burian : Moritz Berg
- Alfred Pfeifer : Hugo Levy
- René Scheibli : Caporal de police Maduz
- Hubert Kronlachner : Roses
- Tina Engel : Thea